# Telescopio catadióptrico
Los telescopios catadióptricos son una modalidad del telescopio reflector bastante reciente. Combinando las cualidades de las lentes y los espejos, resultan instrumentos de gran potencia y de pequeño tamaño.
Fue inventado en la década de 1930 por Bernhard Schmidt, quien trabajaba tallando lentes y espejos.